# Васильково (Ростовский район)
Васильково — село в Ростовском районе Ярославской области России. 
В рамках организации местного самоуправления входит в сельское поселение Семибратово, в рамках административно-территориального устройства — в Сулостский сельский округ.

## География
Расположено в 16 км к востоку от города Ростова.

## Население
| 1859 | 1897 | 1914 | 2007 | 2010 |
| ---- | ---- | ---- | ---- | ---- |
| 425  | ↗694 | ↗700 | ↘656 | ↘580 |

Согласно результатам переписи 2002 года, в национальной структуре населения русские составляли 93 % от всех жителей.

## История
Местная каменная 5-главая церковь с колокольне во имя Илии, Боголюбской Богородицы и преп. Сергия построена в 1808 году на средства прихожан, при помощи помещика А. Анзбукова. До этого в селе существовала церковь деревянная, которая в 1808 году была разрушена. 
В конце XIX — начале XX село входило в состав Сулостской волости Ростовского уезда Ярославской губернии. В 1885 году в селе было 94 дворов.
С 1929 года село являлось центром Васильковского сельсовета Ростовского района, с 1958 года — в составе Сулостского сельсовета, с 2005 года — в составе сельского поселения Семибратово.

## Инфраструктура
В селе имеются Васильковская основная общеобразовательная школа (построена в 1987 году), детский сад, дом культуры, отделение почтовой связи.

## Достопримечательности
В селе расположена действующая Церковь Илии Пророка (1808).

## Известные уроженцы и жители
- Муравьёв, Виктор Александрович (17 января 1941, Васильково — 25 октября 2009) — советский и российский историк, специалист по истории исторической науки, исторической географии, вспомогательным историческим дисциплинам.